# Palast der Warschauer Jägergesellschaft

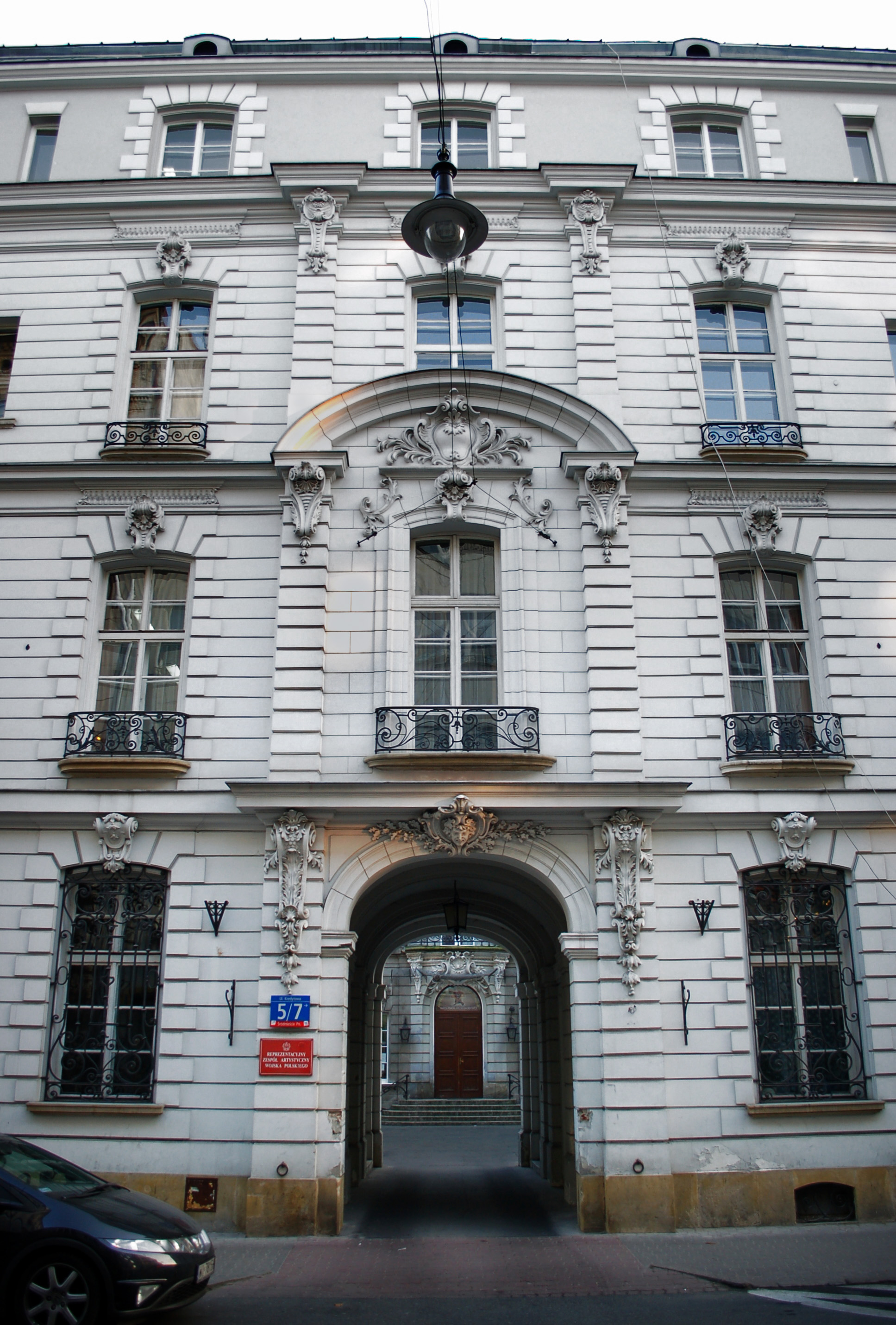
Eingang zum Hof von der Ulica Kredytowa; das hier stehende Nebengebäude wurde nach dem Krieg um eine Etage aufgestockt

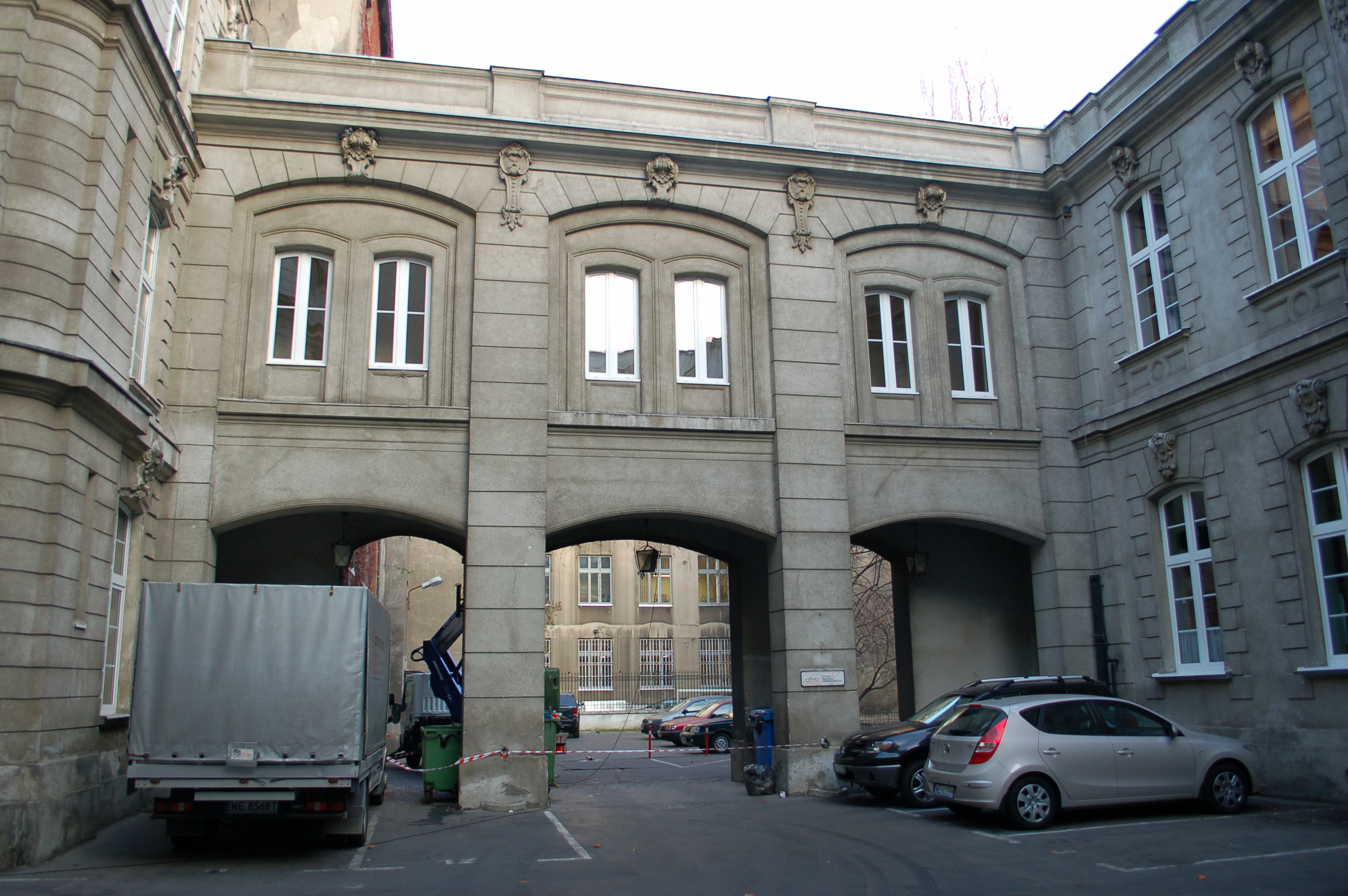
Das Verbindungsstück der beiden Gebäude im Hof

Das Palais des Warschauer Jagdclubs, genauer: Palais des Klubs der Warschauer Gesellschaft der Jäger (polnisch: Pałacyk Klubu Warszawskiego Towarzystwa Myśliwskiego) befindet sich in der Ulica Kredytowa 7 im Innenstadtdistrikt der Stadt Warschau. In unmittelbarer Nähe befinden sich hier mehrere historisch bedeutsame Gebäude: 50 Meter ostwärts das Museum für Völkerkunde in Warschau (im Gebäude der früheren Landeskreditgesellschaft des Königreichs Polen) und die Nationale Kunstgalerie Zachęta sowie die Dreifaltigkeitskirche; 20 Meter westlich der Szlenkier-Palast, heute Sitz der italienischen Botschaft.

## Geschichte
Das Palais wurde in den Jahren 1897 bis 1898 auf einem Grundstück von Józef Ettinger nach einem Entwurf von François Arveuf errichtet. Zeitgleich wurde ein – allerdings größeres – „Nebengebäude“ zur Straßenseite gebaut. Der Jagdclub, dessen Mitglieder vorwiegend Angehörige des polnischen Adels waren, behielt hier seinen Sitz bis zur Auflösung der Gesellschaft und Übernahme des Objektes durch deutsche Besatzungsbehörden. Während des Zweiten Weltkriegs wurde das Gebäude nur teilweise – wahrscheinlich im Rahmen der Kampfhandlungen des Warschauer Aufstandes – zerstört.
Von 1948 bis 1950 baute Michał Ptic-Borkowski den Palast zur Nutzung durch die 1944 gegründete Gesellschaft der polnisch-sowjetischen Freundschaft (polnisch: Towarzystwo Przyjaźni Polsko-Radzieckiej) wieder auf. Beim Nebengebäude wurde dabei ein viertes Geschoss aufgesetzt. Der frühere Ballsaal im Palais wurde in ein Kino umgewandelt. Die Fassade des Objektes ist im Stil des Neorokoko gehalten. Das kleine Ensemble auf einem quadratischen Grundriss verfügt über das Nebengebäude entlang der Straße, hier befindet sich die Einfahrt zum Hof, an dessen Ende das Palais als paralleles Quergebäude steht. Die Bildhauerarbeiten im Tympanon des stattlichen Palais-Mittelrisalits wurden von Roman Łukijanow und Danuta Kolarska ausgeführt. An der Ostseite des Grundstücks verfügt der Palast über ein schmales Verbindungsgebäude zum Nebengebäude an der Straße. Diese Verbindung steht auf einer arkadenähnlichen Durchfahrt zum Nachbargrundstück.
Im Innenbereich war das Palais vor dem Krieg prächtig ausgestattet; neben holzvertäfelten Wänden, Kronleuchtern und edlem Mobiliar wurden vor allem jagdlich geprägte Gemälde und Zeichnungen von Józef Brandt und Franz Xaver von Pausinger gehängt. Heute wird der Palast von dem Künstlerischen Ensemble der polnischen Armee (polnisch: Reprezentacyjny Zespół Artystyczny Wojska Polskiego) genutzt, der vorherige Kinoraum ist heute eine Tanzhalle.